# 8743 Кенеке
8743 Кенеке (8743 Keneke) — астероїд головного поясу, відкритий 1 березня 1998 року.
Тіссеранів параметр щодо Юпітера — 2,969.